# Олеирос
Олеирос (шп. Oleiros) град је у Шпанији у аутономној заједници Галисија у покрајини Коруња. Према процени из 2017. у граду је живело 35 013 становника.

## Становништво
Према процени, у граду је 2017. живело 35 013 становника.
| 2017.  |
| ------ |
| 35.013 |